# Mitologia hitita

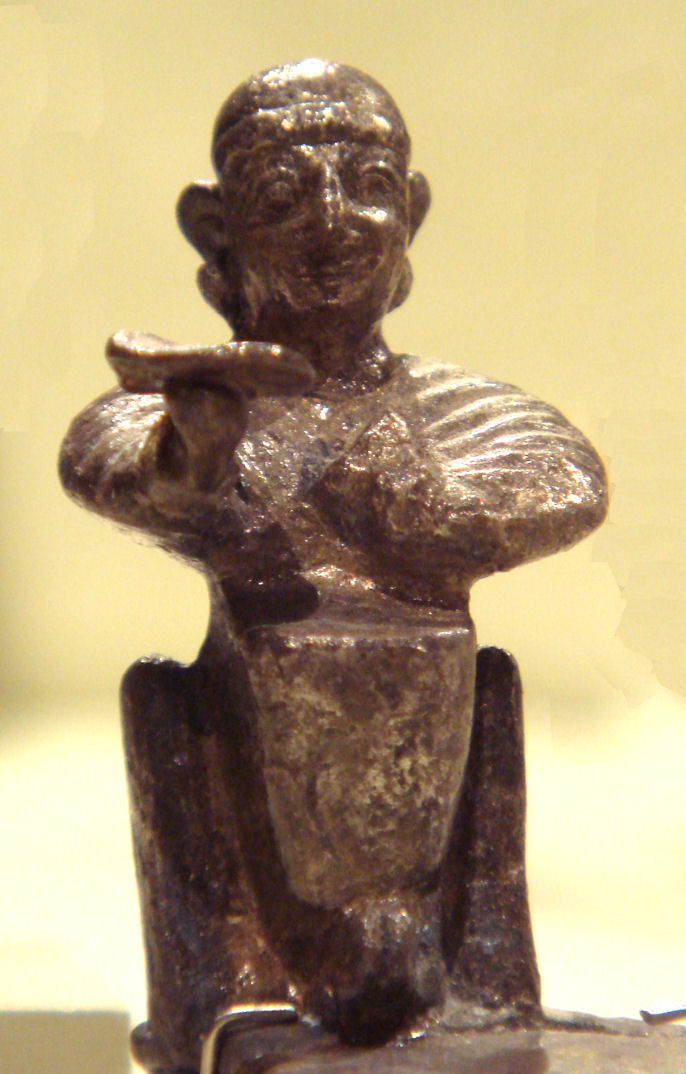
Divindade sentada do fim do Império Hitita (século XIII a.C.

A mitologia hitita é o conjunto das crenças e práticas religiosas dos hititas, povo que viveu na Anatólia (atualmente parte da Turquia) entre o final do século XVII a.C. ou início do século XVI a.C. e o início do século XII a.C. A maioria das narrativas que incorporam a mitologia hitita está perdida e os elementos que poderiam dar uma visão equilibrada da religião hitita não se encontram nas tábuas recuperadas na capital hitita, Hatusa, e em outros sítios hititas. Consequentemente, "não existem escrituras canônicas, dissertações, discursos teológicos ou auxílios à devoção privada". Alguns documentos religiosos faziam parte do corpus no qual os jovens escribas foram treinados, e sobreviveram. A maioria deles datam das últimas décadas antes da queima final dos locais. Os escribas da administração real, alguns de cujos arquivos sobreviveram, eram uma burocracia, organizando e mantendo responsabilidades reais em áreas que poderiam ser consideradas parte da religião nos tempos atuais: organização do templo, administração do culto e relatórios de adivinhos, compõem o corpo principal dos textos sobreviventes.
A compreensão da mitologia hitita depende da leitura de gravações em pedra que sobreviveram até os dias de hoje, decifrando-se a iconologia representada em selos de pedra e interpretando-se a planta dos templos. Além disso, há algumas imagens de divindades. Os hititas adoravam seus deuses através das pedras Huasi, que representam divindades e eram tratadas como objetos sagrados. Deuses eram, muitas vezes, representados sentados sobre as costas dos seus animais respectivos, ou eram representados em sua forma animal.

## Visão
Embora fortemente influenciada pela mitologia mesopotâmica, a religião dos hititas e dos luvitas continua a ter elementos claramente indo-europeus, como por exemplo Tarunte, deus do trovão, e seu conflito com a serpente Iluianca, que se assemelha, entre outras coisas, ao conflito entre Indra e a serpente Vrtra, na mitologia indo-ariana.
Tarunte tinha um filho, Telepinu, e uma filha, Inara - uma deusa protetora (dLAMMA) envolvida com o festival da primavera, Puruli. Ishara é a deusa do juramento.
Kumarbi é o pai de Tarunte, e seu papel na Canção de Kumarbi lembra o de Cronos na Teogonia, de Hesíodo. Ullikummi é um monstro de pedra, filho de Kumarbi, reminiscente do Tifão, de Hesíodo.
O deus luvita do clima e do relâmpago, Piassassa, pode ter sido a origem do Pégaso grego. Descrições de animais híbridos, como hipogrifos e quimeras, são típicas da arte anatólica do período.
A cidade de Arinna, cuja localização ainda está por ser determinada com exatidão, era tida como provável centro de culto daquele povo, seguramente era o principal centro dedicado à principal deusa solar dos hititas, conhecida como dUTU URUArinna, "deusa do sol de Arinna".
Os hititas veneravam seus deuses frequentemente através das pedras Huwasi, que representavam as divindades e eram tratadas como objetos sagrados.